# Трительники
Трительники (укр. Трительники) — село в Хмельницком районе Хмельницкой области Украины.
Население по переписи 2001 года составляло 320 человек. Почтовый индекс — 31262. Телефонный код — 3845. Занимает площадь 1,475 км². Код КОАТУУ — 6820987801.

## Местная власть
31260, Хмельницкая обл., Хмельницкий р-н, пгт Наркевичи, ул. Независимости, 2